# Pourtalesia vinogradovae
Pourtalesia vinogradovae is een zee-egel uit de familie Pourtalesiidae.
De wetenschappelijke naam van de soort werd in 1995 gepubliceerd door Alexander Mironov.